# Říšská strana německé střední třídy
Říšská strana německé střední třídy (německy: Reichspartei des deutschen Mittelstandes), známá mezi roky 1920–1925 jako Hospodářská strana německé střední třídy (německy: Wirtschaftspartei des deutschen Mittelstandes, zkratka WP) byla německá konzervativní strana v období Výmarské republiky, která zastupovala ekonomické zájmy buržoazní střední třídy (tj. především majitelů domů a pozemků, řemeslníků a živnostníků).

## Ideologie
Strana vznikla jako reakce na odklon nacionalistů z DNVP od buržoazních voličů k voličům na venkově a velkostatkářům. Prosazovala omezení hospodářského vlivu státu, nízké daně a volné ruce v podnikání. Ostře se stavěla proti jakémukoliv znárodňování a vystupovala proti socialistickým stranám. Její prioritou byla ochrana osobního vlastnictví. Po vstupu do sněmu se musela začít vyjadřovat i k zahraniční politice, kde kopírovala národně-konzervativní postoje DNVP. Stavěla se např. proti Versailleské smlouvě. V době prosperity měla strana mezi 50 000–60 000 členy.

## Historie
Strana vznikla v září 1920 v Charlottenburgu v Berlíně ze zástupců několika středostavovských organizací z Berlína, Braniborska, Slezska, Meklenburska a Pomořanska. Předsedou se stal původem vlastník pekárny Hermann Drewitz. Od roku 1921 začala úzce spolupracovat s Ústředním spolkem německých vlastníků domů a pozemků (německy: Zentralverband deutscher Haus- und Grundbesitzervereine). Členové spolku kandidovali za WP a strana se začala profilovat jako čistě zájmová skupina vlastníků nemovitostí a drobných živnostníků. Její orientace se ustálila na buržoazně-pravicovém směru.
V roce 1924 vstoupili do strany Otto Colosser a Jacob Ludwig Mollath z Asociace řemeslníků (německy: Bund der Handwerker), a tak začalo její nejvýznamnější období. Strana poprvé vstoupila do Říšského sněmu po květnových volbách, kdy získala 1,7 % hlasů a 7 křesel. V prosincových volbách téhož roku si polepšila o dalších 5 křesel. Na regionální úrovni slavila úspěchy především v Sasku, Durynsku a Meklenbursku-Zvěřínsku. V Sasku a Durynsku se dokonce účastnila místních zemských vlád. V roce 1928 profitovala z oslabení nacionalistů z DNVP a se 4,5 % se dokonce dotáhla na vládní německé demokraty.
Ve volbách v roce 1930 udržela počet mandátů a aktivně se postavila na stranu prezidentského kabinetu Heinricha Brüninga. Její zástupce Johann Viktor Bredt dokonce zasedl ve vládě jako ministr spravedlnosti. Z vlády se ale nakonec na konci roku 1930 stáhl po odmítnutí finančního programu kancléře Brüninga na konsolidaci rozpočtu. Uvnitř strany se rozhořel boj mezi stoupenci vlády a zastánců sbližování s nacisty. Stranu opustili prominentní členové jako Otto Colosser a začal její postupný úpadek. V říjnu 1931 parlamentní frakce WP podpořila Brüningovu vládu při pokusu o její svržení, což mělo za následek masivní odchod členské základny k nacistům. Za zmínku ale stojí, že její členové byli součástí zemské koaliční vlády v Durynsku, kde se poprvé v rámci Německa dostali nacisté k moci (leden 1930 – duben 1931).
Strana i přes vnitřní rozštěpení a odchod členů nadále podporovala Brüningův kabinet i samotného Paula von Hindenburga při prezidentských volbách v roce 1932. Zemské volby v Prusku skončily fiaskem a ztrátou všech mandátů. Při červencových parlamentních volbách ji od úplného vypadnutí ze sněmu zachránilo spojení kandidátek s bavorskými lidovci. WP zůstalo z původních 23 křesel pouhá 2 a byla společně s liberály (DVP a DDP) největším poraženým voleb. Upadla do bezvýznamnosti, během prosincových voleb téhož roku získala jeden mandát a v březnu 1933 už ani nekandidovala. V dubnu 1933 se sama rozpustila. Někteří přední představitelé WP jako např. Mollath vstoupili následně do NSDAP, členové provládního křídla ale neunikli žaláři včetně samotného předsedy Drewitze.

## Volební výsledky a zastoupení v zákonodárných sborech
Volební výsledky strany do Říšského sněmu.
| Volby       | Celkové hlasy | Procenta | Získaná křesla | +/–   |
| ----------- | ------------- | -------- | -------------- | ----- |
| 1924 (V.)   | 524 610       | 1,8 %    | 7 / 472        | ▲ +7  |
| 1924 (XII.) | 694 568       | 2,3 %    | 11 / 493       | ▲ +4  |
| 1928        | 1 397 129     | 4,5 %    | 23 / 491       | ▲ +12 |
| 1930        | 1 362 353     | 3,9 %    | 23 / 577       | ▬ ±0  |
| 1932 (VII.) | 146 875       | 0,4 %    | 2 / 608        | ▼ -21 |
| 1932 (XI.)  | 110 301       | 0,3 %    | 1 / 584        | ▼ -1  |